# Hvidvinget alfesmutte
Hvidvinget alfesmutte (latin: Malurus leucopterus) er en spurvefugl, der lever i Australien.